# 9974 Броуді
9974 Бро́уді (9974 Brody) — астероїд головного поясу, відкритий 19 липня 1993 року.
Тіссеранів параметр щодо Юпітера — 3,511.